# Henri Bertrand (zoologue)
 (février 2012).
Si vous disposez d'ouvrages ou d'articles de référence ou si vous connaissez des sites web de qualité traitant du thème abordé ici, merci de compléter l'article en donnant les références utiles à sa vérifiabilité et en les liant à la section « Notes et références ».
Pour les articles homonymes, voir Henri Bertrand et Bertrand.
Henri Bertrand, né le 19 janvier 1892 à Libourne (Gironde) et mort le 1er septembre 1978 à Canfranc (Aragon, Espagne), est un entomologiste français.

## Biographie
Henri Bertrand obtient une licence de sciences naturelles à l’université de Bordeaux en 1912 puis un certificat d’histologie en 1920 à Paris et un doctorat en sciences en 1927.
En 1936, il travaille au laboratoire de biologie marine de Dinard où il étudie en particulier les crustacés. 
En 1944, il est chargé de recherches au CNRS puis à l’École pratique des hautes études en qualité de directeur honoraire.
Il reçoit plusieurs prix pour ses recherches (prix Passet, prix Gadeau de Kerville) et est membre de plusieurs sociétés savantes. Il dirige la Société entomologique de France en 1961.
Il étudie en particulier les larves des coléoptères aquatiques. Il publie plus de 200 notes portant également sur la classification des diptères, des éphéméroptères et des trichoptères. Disparu en 1978 dans les Pyrénées, son corps n’est retrouvé que l’année suivante.
Il publie en 1928 un livre sur les Larves et Nymphes des Dysticides Hygrobiides et Haliplides puis en 1954 un livre en deux volumes sur les Insectes aquatiques d'Europe (genres : larves, nymphes, imagos) et en 1972 un dernier ouvrage de 804 pages sur les Larves et Nymphes des coléoptères aquatiques du globe.